# حلزون رامشورن

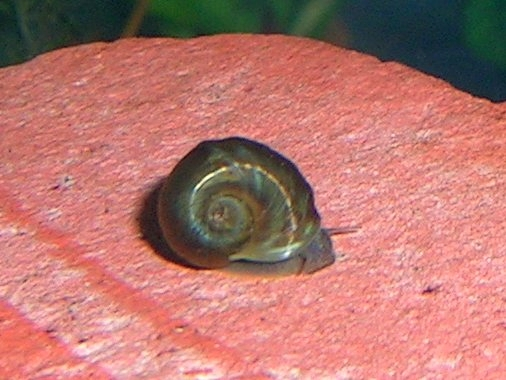
حلزون رامشورن آکواریوم

حلزون رامشورن یا حلزون شاخ قوچ که به دو صورت مختلف استفاده می‌شود. در تجارت آکواریوم یا تانک از آن برای توصیف انواع حلزون‌های آب شیرین استفاده می‌شود که پوسته آن‌ها به صورت پلانی‌اسپیرال است، به این معنی که پوسته یک کلاف صاف است. چنین پوسته‌هایی شبیه یک سیم پیچ طناب یا (همان‌طور که از نامش پیداست) یک شاخ قوچ است. در یک زمینه کلی‌تر تاریخ طبیعی، اصطلاح «حلزون‌های رامشورن» به‌طور دقیق‌تر به معنای آن دسته از نرم تنان شکم‌پایان شش‌داران آبزی در خانواده Planorbidae است که دارای پوسته‌های پیچ‌دار صفحه‌ای هستند.
حلزون‌های رامشورن برای تجارت آکواریوم یا تانکی پرورش داده شده‌اند و رنگ‌های مختلفی دارند. دو گونه که بیشتر در آکواریوم یا تانک‌ها یافت می‌شوند Planorbella duryi و Planorbarius corneus هستند که هر دو در خانواده Planorbidae هستند. یک گونه (Columbia ramshorn, Marisa cornuarietis) از یک خانواده کاملاً متفاوت، حلزون سیب است.
حلزون‌های رامشورن گاهی می‌توانند در آکواریوم یا تانک آزاردهنده باشند، زیرا برخی از آنها بسیار زیاد تولید مثل می‌کنند.

## ویژگی‌ها

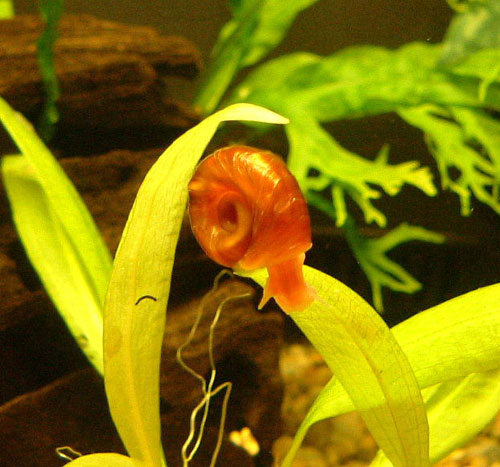
حلزون رامشورن قرمز

بیشتر این گونه از خانواده پلنوربیدیا هستند و گونه پلنوربیدیا کروناس را شامل می‌شود. دو رنگ مختلف پوست وجود دارد: سیاه و قرمز. دومی فاقد رنگدانه تیره پوست ملانین است و در نتیجه دارای پوستی مایل به قرمز روشن است که رنگ خون آنهاست. خون آنها حاوی هموگلوبین قرمز است، برخلاف خون سایر حلزون‌ها که حاوی هموسیانین مایل به سبز است.
حلزون‌های رامشور هوا تنفس می‌کنند. اگرچه اکثر آنها بسیار کوچک هستند، اما برخی از آنها ممکن است به دو و نیم سانتی‌متر (یک اینچ) برسند. پوسته‌ها از شفاف تا سایه‌های مختلف قهوه‌ای تا رنگ‌های تیره و تقریباً سیاه متغیر هستند. به نظر می‌رسد که رنگ تیره از مواد خوراکی که بیشتر در آکواریوم یا تانک خانگی موجود نیستند نشات می‌گیرد، اگرچه بسیاری از انواع حوضچه‌ها به این رنگ تیره هستند.
دو رنگ پوست در این گونه رایج است: سیاه و قرمز. رنگ قرمز رنگ خون آن‌ها (حاوی هموگلوبین) است، بر خلاف حلزون‌های دیگر با خون سبز (به دلیل هموسیانین). عدم وجود ملانین رنگ قرمز را نشان می‌دهد. گونه‌های کمیاب به صورت انتخابی در صورتی کم رنگ و آبی پرورش داده شده‌اند. این صفات مغلوب هستند و در صورت آمیخته شدن نسل به احتمال زیاد از نوع وحشی (قهوه ای) خواهد بود.
حلزون‌های این خانواده به صورت مارپیچی به شکل مارپیچی هستند که سوراخ بازش به سمت راست متمایل به پایین است. چین‌های بزرگ پوست ممکن است از سمت چپ بازتر بیرون بزند. مانند همه حلزون‌های آبی که هوا تنفس می‌کنند، این حیوان فاقد اپرکولوم است و فقط یک جفت شاخک یا بازوچه با لکه‌های چشمی در پایه شاخک‌ها دارد. طول عمر حلزون رامشورن در حدود یک سال است.

### پرورش
حلزون‌های رامشورن نرماده هستند. دو موجود زنده از هر جنس توانایی تولیدمثل و تولید نسل را دارند (نیاز به جفت ندارند).
این گونه به صورت دایره‌ای تخم می‌گذارند که رنگ آن قهوه‌ای روشن است. گلبول‌ها شامل حدود یک دوجین تخم هستند، اگرچه ممکن است متفاوت باشد. گلبول‌ها شفاف هستند، بنابراین می‌توان به صورت دیداری رشد حلزون‌های جدید را مشاهده کرد. حلزون‌های تازه متولدشده به رنگ سفید شفاف هستند.

## تعامل با محیط

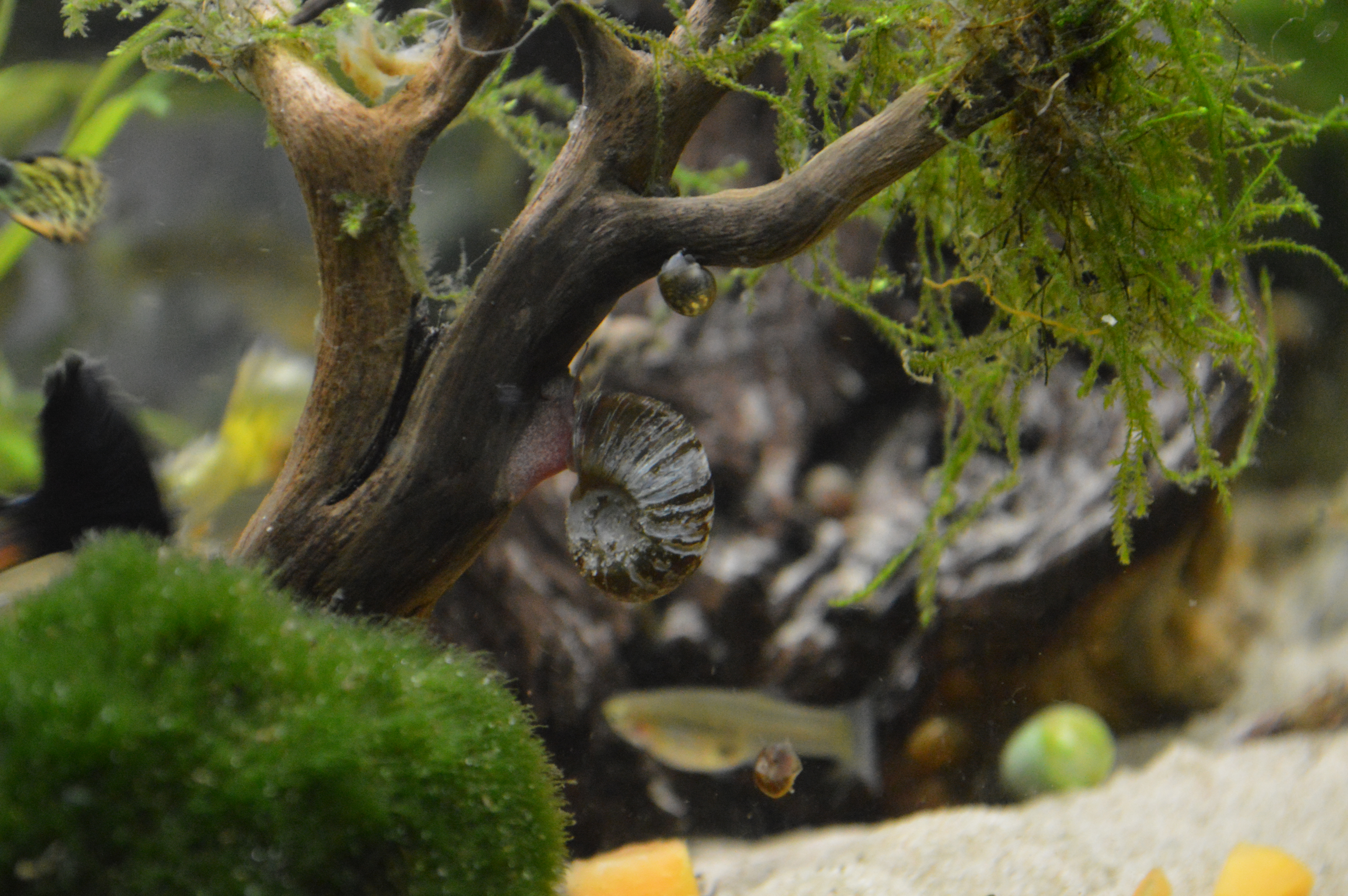
حلزون رامشورن با بیماری کمبود کلسیم.

حلزون‌های رامشورن بیشتر فقط ظریف‌ترین انواع گیاهان و جلبک‌ها را می‌خورند، خوراک‌های نخورده ماهی‌ها و ماهی‌های مرده را ترجیح می‌دهند. برخی از گونه‌ها از خوردن برگ‌های گیاهان ساقه مانند کابوبا و آناچاریس لذت می‌برند.
برخی از گونه‌های آکواریوم حلزون‌های رامشورن را می‌خورند که عبارتند از : بادکنک‌ماهیان، لوچ (مانند دلقک لوچ یا هر عضو دیگری از جنس Botia)، خرچنگ، و بیشتر گورامی‌ها — اگرچه بسیاری از ماهی‌های دیگر نیز گوشت حلزون مصرف می‌کنند. حلزون‌های سیب و حلزون‌های قاتل نیز حلزون‌های رامشورن را شکار می‌کنند.
هم اکواریوم‌های خوب ماهی برای حلزون‌ها شامل دانیوها، گوپی‌ها، میناهای کوهستانی ابر سفید، تتراهای نئون و گربه ماهی هستند، اما گروه هم آکواریوم آنها، محدود به آنها نیست. همه اینها ماهی‌های غیر تهاجمی هستند که به راحتی با حلزون‌ها زندگی می‌کنند.
حلزون‌های رامشورن قرمز که در حوضچه پرورش می‌یابند، قادر به حمل انگل‌های مختلف هستند که می‌توانند به ماهی یا انسان منتقل شوند. اکثر این فلوک‌ها نیاز به میزبان‌های میانی دارند، به طوری که قرار دادن حلزون‌ها در یک آکواریوم یا تانک بدون ماهی به مدت یک ماه یا بیشتر، هر گونه انگل را از بین می‌برد.
اگر جمعیت به اندازه قابل کنترلی نگهداری شود، حلزون‌های رامشورن می‌توانند پاک کننده‌های خوبی برای مخازن باشند. آنها بیشتر جلبک‌ها و گیاهان مرده یا در حال مرگ را می‌خورند، بنابراین می‌توانند مفید باشند. با این حال، اگر آنها بیش از حد پربار زاد و ولد کنند، می‌توانند آزاردهنده باشند. در آب و هوای گرم (مانند آنهایی که در سرزمین اصلی استرالیا یا جنوب ایالات متحده قرار دارند) آنها حوضچه‌ها، به ویژه حوضچه‌های بیرون را ترجیح می‌دهند. جلبک‌ها، برگ‌های مرده‌ای که در ته فرومی‌روند، گل‌ماهی و حیوانات مرده می‌توانند مشکل ساز باشند، زیرا آب را کثیف می‌کنند. حلزون‌های رامشورن همه این چیزها را می‌خورند.

## نقش آفت آکواریوم یا تانکی
اکثر حلزون‌های رامشورن از آفات جزئی آکواریوم یا تانک محسوب می‌شوند. آنها ممکن است در یک مخزن به عنوان بسته‌های تخمی که در گیاهان تازه به دست آمده پنهان شده‌اند وارد شوند. اگرچه رنگ قرمز آنها ممکن است آنها را تا حدودی به سوژه‌های آکواریوم یا تانکی جالب تبدیل کند، توانایی نرماده آنها برای تولید مثل از هر دو نمونه می‌تواند آنها را مشکل ساز کند. ریشه‌کنی مطلق دشوار است، اما بیشتر می‌توان تعداد آنها را تا حد متوسط نگه داشت. روش‌های متداول برای کاهش جمعیت عبارتند از: درمان گیاهان برای جلوگیری از ورود، روش‌های مختلف کنترل دستی، معرفی حیوانات حلزون‌خوار ذکر شده در بالا، و مسموم کردن حلزون‌ها.
خیساندن گیاهان در مواد شیمیایی مختلف ممکن است حلزون‌ها و تخم‌های آنها را از بین ببرد. حمام ۱۰ دقیقه ای در محلولی از ۲۰ قسمت آب به ۱ قسمت سفید کننده (بلیچ یا وای تکس) کلر برای گیاهان مقاوم تر پیشنهاد شده است و به دنبال آن خیساندن در آب حاوی ماده دکلره کننده پیشنهاد شده است. یک درمان ملایم تر نیاز به ۵ تا ۱۰ قاشق خوراکخوری زاج و ۱ گالن آب برای ۲ تا ۳ روز دارد. یک جایگزین مطمئن تر ممکن است قرار دادن گیاهان در یک مخزن قرنطینه و افزودن سم حلزون به آن تانک به جای تانک اصلی باشد.
روش‌های دستی شامل طعمه‌گذاری حلزون‌ها با کاهو (ابتدا زیر آب داغ بگذارید و بگذارید یک شب بماند)، برش‌های خیار یا گلوله‌های خوراک. اینها را می‌توان در فضای باز رها کرد و با حلزون‌هایشان خارج کرد، یا در ظرفی مانند یک قوطی فیلم که با سنگریزه سنگین شده و حاوی سوراخ‌هایی در آن است، نگهداری کرد. له کردن حلزون‌ها با دست به شکل ظاهری می‌تواند به‌طور مؤثر جمعیت آنها را محدود کند. اکثر پوسته‌های رامشورن به اندازه کافی شکننده هستند که این کار به راحتی انجام می‌شود.
معرفی حیوانات برای کنترل جمعیت حلزون می‌تواند نیاز به تفکر داشته باشد. سایر ماهی‌های آکواریوم یا تانکی ممکن است سازگار نباشند، و برخی از حلزون‌های بالغ بزرگتر ممکن است بزرگتر از آن باشند که توسط گونه‌های حلزون خوار کوچکتر خورده شوند. گاهی اوقات ممکن است نیاز باشد چند حلزون را به صورت دستی له کنید تا ماهی متوجه شود که حلزون می‌تواند خورده شود. گونه‌های حلزون خوار نیز بیشتر بین انواع مختلف حلزون‌ها تبعیض قائل نمی‌شوند، اگرچه این بیشتر چندان نگران کننده نیست.
سم یا آفت کش حلزون بیشتر به عنوان آخرین راه در نظر گرفته می‌شود، زیرا بیشتر آنها بر پایه مس هستند و به‌طور بالقوه برای گیاهان و ماهی‌ها سمی هستند و به ویژه برای سایر بی مهرگان خطرناک هستند. حتی مواد شیمیایی جدید امن‌تر که به سایر ساکنان آکواریوم یا تانک آسیبی نمی‌رسانند، اگر اجازه داده شود تعداد زیادی از حلزون‌های مرده تجزیه شوند، ممکن است باعث آسیب شوند. به همین دلیل بهتر است تا حد امکان قبل از توسل به سموم جمعیت حلزون‌ها را با روش‌های دیگر کاهش داده و پس از آن تعویض آب مکرر انجام شود. برخی نیز افزودن محافظ آمونیوم به مخزن آکواریوم را توصیه می‌کنند. تراشه‌های زئولیت و محصولات مایع مختلف مانند amquel ممکن است در این زمینه کمک کنند.

## حلزون‌های «رامشورن غول پیکر»
گونه ماریسا کاموریتس کاملاً بی ارتباط با این حلزون‌های رامشورن است که اغلب در فروشگاه‌های حیوانات خانگی تحت نام «رامشورن کلمبیایی» یا حلزون «رامشورن غول پیکر» به فروش می‌رسد. این گونه در واقع نوعی حلزون سیب است، البته یکی از آنها با پوسته ای به شکل صاف. آنها با داشتن یک اپرکولوم که توسط آن می‌توانند خود را در پوسته خود ببندند، دو جفت شاخک، جنس‌های جداگانه و یک سیفون در سمت چپ متمایز می‌شوند.
پوسته آن زرد رنگ است و نوارهای قهوه ای در طول پوسته قرار دارد. این حلزون‌های سیب توده‌های ژلاتینی تخم روی قسمت‌های غوطه ور گیاهان می‌گذارند. اندازه آنها می‌تواند تا چهار سانتی‌متر رشد کند. آنها بیشتر به آفت تبدیل نمی‌شوند، اگرچه می‌توانند مقادیر زیادی از مواد گیاهی را مصرف کنند. آنها در مقایسه با سایر حلزون‌های رامشورن بسیار بزرگ هستند.